# Nové Hamry
Nové Hamry (německy Neuhammer) jsou obec v okrese Karlovy Vary v Karlovarském kraji. Žije v ní 347 obyvatel a katastrální území obce má rozlohu 2 511 hektarů. Ve vzdálenosti sedm kilometrů jižně leží město Nejdek, šestnáct kilometrů jižně Chodov, šestnáct kilometrů jihozápadně Kraslice a devatenáct kilometrů jihovýchodně Ostrov. Je to významná oblast bývalé těžby nerostného bohatství.

## Historie
První písemná zmínka o vesnici pochází z roku 1654.

## Obyvatelstvo
Při sčítání lidu v roce 1921 zde žilo 1 712 obyvatel (z toho 810 mužů), z nichž byli tři Čechoslováci, 1 694 Němců a patnáct cizinců. Až na dva evangelíky se hlásili k římskokatolické církvi. Podle sčítání lidu z roku 1930 měla vesnice 1 950 obyvatel: dvacet Čechoslováků, 1 914 Němců a šestnáct cizinců. Většina patřila k římským katolíkům, ale žilo zde také třináct evangelíků, čtyři členové církve československé, jeden člen jiných nezjišťovaných církví a 68 lidí bez vyznání.
| Rok            | 1869  | 1880  | 1890  | 1900  | 1910  | 1921  | 1930  | 1950 | 1961 | 1970 | 1980 | 1991 | 2001 | 2011 | 2021 |
| -------------- | ----- | ----- | ----- | ----- | ----- | ----- | ----- | ---- | ---- | ---- | ---- | ---- | ---- | ---- | ---- |
| Počet obyvatel | 2 731 | 2 849 | 2 795 | 2 606 | 2 916 | 2 599 | 2 784 | 483  | 624  | 462  | 316  | 260  | 280  | 318  | 314  |
| Počet domů     | 343   | 372   | 373   | 389   | 395   | 394   | 467   | 245  | 147  | 123  | 99   | 100  | 118  | 139  | 152  |

## Obecní správa
Mezi lety 1850–1975 byly Nové Hamry obcí v okrese Kraslice (1850–1900), posléze v okrese Nejdek (1910–1930), poté v okrese Karlovy Vary-okolí (1950) a později v okrese Karlovy Vary. Od 1. ledna 1976 do 28. února 1990 patřily jako část města k Nejdku a od 1. března 1990 jsou opět samostatnou obcí.
Součástí obce je i šest kilometrů vzdálená osada Jelení, zbytek německé vsi vystěhované po druhé světové válce.

### Obecní symboly
Znak a vlajka byly obci uděleny rozhodnutím předsedy Poslanecké sněmovny Parlamentu České republiky dne 27. dubna 1999.

## Doprava
Vesnicí vede železniční trať Karlovy Vary – Johanngeorgenstadt, na které se nachází nádraží Nové Hamry.

## Služby
Přímo v obci se nachází sedm lyžařských vleků s večerním lyžováním a umělým zasněžováním. Ideální podmínky nabízí i pravidelně upravované běžecké stopy. Nachází se zde kostel, hotely Malamut a Seifert, a penzion Seifert.

## Pamětihodnosti
- Kostel svatého Jana Nepomuckého z roku 1789
- Usedlost čp. 78
- Do katastrálního území Nové Hamry zasahuje část evropsky významné lokality Krušnohorské plató a ptačí oblasti Západní Krušné hory.

## Osobnosti
Ve vsi se narodil fotograf Rupert Fuchs (1892–1962).